# Nemce
Nemce (w latach 1948-1970 Zvolenské Nemce, niem. Nemtze, węg. Zólyomnémeti, do 1888 Nemcze)
– wieś (obec) na Słowacji położona w kraju bańskobystrzyckim, w powiecie Bańska Bystrzyca. Pierwsze wzmianki o miejscowości pochodzą z roku 1473.
Według danych z dnia 31 grudnia 2010, wieś zamieszkiwało 1151 osób, w tym 583 kobiet i 568 mężczyzn.
W 2001 roku rozkład populacji względem narodowości i przynależności etnicznej wyglądał następująco:
- Słowacy – 98,39%
- Czesi – 0,36%
- Niemcy – 0,09%
- Romowie – 0,18%
- Węgrzy – 0,27%